# Arvind Swami

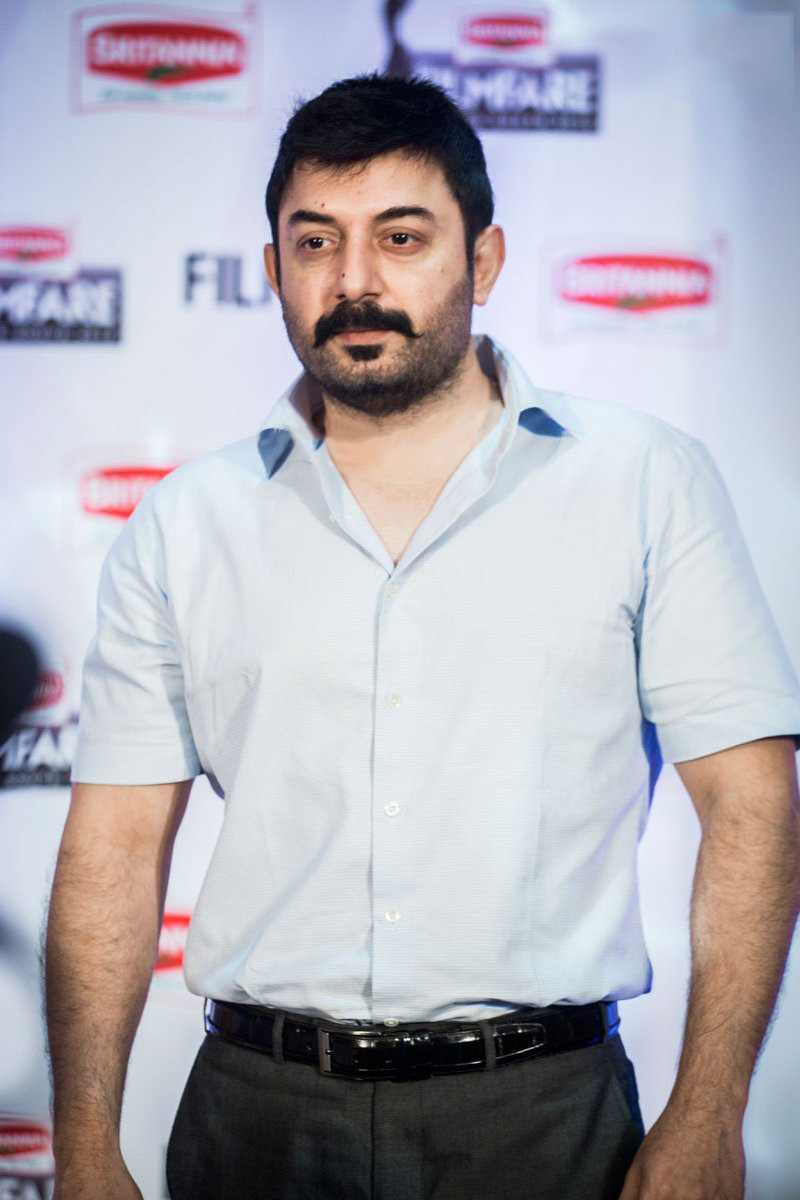
Filmfare Awards 2016

Arvind Swami, auch Arvind Swamy (* 18. Juni 1970 in Trichy, Indien), ist ein indischer Schauspieler. Er ist aus tamilischen Filmen bekannt.

## Leben
Arvind Swami besuchte die Shishya School und die Don Bosco Matriculation Higher Secondary School. Danach absolvierte er in Chennai in der Loyola College das Bachelor of Commerce. Anschließend machte er in den USA in North Carolina seinen Master in International Business an der Wake Forest University.
Er trat seit 1991 in diversen indischen, hauptsächlich tamilischsprachigen, Filmen auf. Seinen ersten Auftritt hatte er in Thalapathi. 1999 trat er in En Swasa Katre auf.
Arvind Swami ist in zweiter Ehe verheiratet. Aus seiner ersten Ehe hat er zwei Kinder; von seiner ersten Ehefrau ließ er sich nach siebenjähriger Trennung im Jahr 2010 scheiden.